# Болонська республіка
 Увага: Не вказане значення "continent"
Болонська республіка (італ. Repubblica Bolognese) — клієнтська республіка Франції, проголошена в Болоньї у червні 1796 року після того, як представники влади Папської держави покинули місто. 16 жовтня 1796 року була анексована Циспаданською республікою.

## Державний устрій
Законодавчий орган — Законодавчий Корпус (Corpo Legislativo), що складається з двох палат — Великої Ради (Consiglio Maggiore) і Малої Ради (Consiglio Minore), обирається виборчими коміціями (Comizi elettorali), виконавчі органи — Магістрат Консулів (Magistrato dei Consoli), формується Законодавчим Корпусом, первинні органи державної влади — генеральні коміції (Comizi generali), місцеві виконавчі органи — муніципальні корпуси (Corpo Municipale).